# Mazda MX-3
La Mazda MX-3 (appelée AZ-3 ainsi que Eunos Presso au Japon) est un petit coupé du constructeur japonais Mazda lancé en 1991. Sa particularité était de disposer, à l'époque, d'un des plus petits moteurs V6 du marché (le plus petit étant le 6A10 de 1.6 litre de Mitsubishi).
Ce petit coupé à 2+2 places fait sa première au Salon de Genève en mars 1991. Élaboré sur une plate-forme de 323, il s'agit donc d'une traction et non d'une propulsion comme l'est le roadster MX-5.
Témoignant de la santé des constructeurs japonais au début des années 1990 et de leur soif de technologie, la MX-3 présente une fiche technique insolite et à la pointe pour l'époque : son 1,8 litre est en effet un V6, à 24 soupapes qui plus est. C'est avec ce seul moteur qu'il sort en décembre 1991 en Europe, alors que les Japonais peuvent déjà le commander avec un 4 cylindres 1,6 litre "simple arbre" de 90 ch ou un 1,5 litre "double arbre" de 120 ch (ou 115 ch en boîte automatique).
La carrière d'un coupé étant généralement « fulgurante » avec l'essentiel des ventes la première année et un plongeon rapide ensuite, Mazda se décide à importer en France à partir de juillet 1993 un 4 cylindres SOHC 16 soupapes de 1.6 litre et 88 ch. Celui-ci affiche bien sûr des performances plus modestes que le V6 : 179 km/h en vitesse de pointe au lieu de 202 et 10,5 secondes pour effectuer le 0 à 100 km/h au lieu de 8,5 secondes. En outre, s'il conserve des jantes en alliage, il revient à des roues de 14 pouces au lieu de 15 et perd son petit aileron arrière ainsi que ses bavettes latérales. Mais le prix baisse en même temps considérablement : 112 200 F contre 148 400 F pour la MX-3 V6. Ce moteur est remplacé en mars 1994 par une version DOHC développant 107 chevaux un peu plus performante.
Les immatriculations en France, qui étaient tombées de 775 unités en 1992 à 376 en 1993, remontent ainsi à 473 en 1994.
À partir de 1996, le V6 disparaît du marché français en juin 1996. Et pour soutenir la fin de carrière de sa MX-3 en France, Mazda propose de nombreuses séries spéciales à l'instar des JVC Jazz Festival (de juin à octobre 1997), Série Spéciale (octobre-novembre 1997) et Diabolic (de novembre 1997 à février 1998).
La MX-3 ne remplaçait aucun modèle en 1991. À sa disparition en février 1999, elle ne laissera aucune descendance non plus. Au total, 2 961 exemplaires en auront été immatriculés en France, tous équipés d'une boîte manuelle à 5 vitesses. Certains marchés, Japon et États-Unis en tête, pouvaient disposer aussi d'une boîte automatique à 4 rapports.